# Élection présidentielle zaïroise de 1984
L'élection présidentielle zaïroise de 1984 eut lieu au Zaïre le 29 juillet 1984. Le président en exercice Mobutu Sese Seko se présente sans opposition, et la présidentielle prend ainsi la forme d'un référendum pour ou contre sa candidature. Les électeurs sont ainsi amenés à choisir entre un bulletin vert oui ou un bulletin rouge non. Mobutu est réélu avec plus de 99 % des voix.

## Résultats
| Choix                  | Choix                  | Votes       | %     |
| ---------------------- | ---------------------- | ----------- | ----- |
|                        | Oui                    | 14 885 997  | 99,16 |
|                        | Non                    | 126 101     | 0,84  |
|                        |                        |             |       |
| Total                  | Total                  | 15 012 078  | 100   |
| Inscrits/participation | Inscrits/participation | ~17 000 000 | ~88   |